# Sulla malignità di Erodoto
Sulla malignità di Erodoto o Sulla malizia di Erodoto è un'opera di Plutarco, tramandata nei suoi Moralia, che critica lo storico Erodoto per i suoi pregiudizi e mancanza di obiettività nelle sue Storie.

## Struttura
La struttura del trattato è ben definitaː 

## Analisi critica
L'opuscolo è stato definito come un "primo esempio letterario di stroncatura". Nell'Ottocento, lo storico britannico George Grote lo considerò, anzi, un serio attacco all'opera erodotea, parlando della "onorevole franchezza con cui Plutarco ne richiama la malignità". 
In effetti, Plutarco fa delle osservazioni azzeccate, trovando vari ed evidenti errori in Erodoto, ma è anche probabile che l'operetta fosse un puro esercizio retorico, in cui Plutarco assume l'identità di avvocato del diavolo per mostrare cosa si potesse obiettare ad un autore tanto amato e ormai classico.
Alcuni studiosi, comunque, hanno liquidato l'opera come di uno Pseudo-Plutarco, "piena di futilissime osservazioni di ogni genere", in cui l'autore evidenzia semplicemente la propria malignità e le cui "invenzioni calunniose" sono ispirate da semplice sciovinismo tebano (Tebe, in effetti, è trattata in maniera neutra nelle Storie).
Secondo un altro studioso plutarcheo, R. H. Barrow, per Plutarco il vero errore di Erodoto sarebbe stato quello di avanzare critiche a tutte quelle poleis che avevano salvato la Grecia dall'invasione della Persia. "Plutarco",  afferma Barrow "è sciovinisticamente filellenico, sicché nessuna di queste città poteva operare male"